# Acali
Acali, eller The Acali Experiment var en tolv gånger sju meter stor segelflotte i stål, trä och glasfiber som med start från Kanarieöarna den 12 maj 1973 skulle föra sex kvinnor och sex män över Atlanten till den mexikanska halvön Yucután. Syftet var att undersöka det mänskliga beteendet under stress, och var något av ett samlevnadsexperiment, initierat och lett av spanjoren Santiago Genovés, doktor i antropologi vid universitetet i Cambridge, verksam vid Universidad Nacional Autónoma de México, och som varit med på Thor Heyerdahls flottexpeditioner Ra I, Ra II och Tigris. Deltagarna från olika delar av världen kände inte varandra före resan och hade inte möjlighet till något privatliv på flotten. Fokus låg på relationer, konflikter, våld och sexualitet. Under resans gång fick deltagarna fylla i en mängd formulär om relationer, onani och liknande. Expeditionen bekostades av ett mexikanskt TV-bolag och kvällstidningarna omskrev experimentet som "sexflotten". Den enda med riktig sjövana var befälhavaren för flotten, svenska sjökaptenen Maria Björnstam. Målet för expeditionen var Yucatan i Mexiko. Flotten led roderbrott två gånger, kompassen gick sönder och man tappade radiokontakt under längre perioder vid flera tillfällen. Till slut hindrades expeditionen av orkanen Brenda som drog fram över karibiska sjön och flotten bogserades i hamn den 20 augusti till ön Cozumel på Yucutanhalvön. Då hade deltagarna tillbringat mer än tre månader på flotten.
1980 publicerade Santiago Genovés boken The Acali Experiment.
Konstnären och regissören Marcus Lindeen har gjort en dokumentär film om experimentet där han bland annat intervjuat deltagare. Filmen Flotten hade premiär, och prisades, på Köpenhamns dokumentärfilmfestival CPH:DOX.